# Bleichröder

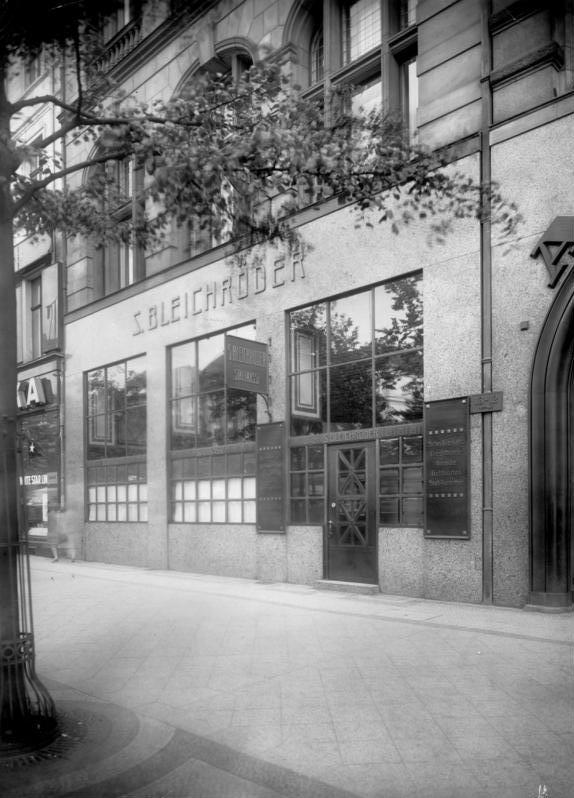
Bleichröderhuset på Unter den Linden 51-53, foto från 1929.

Bleichröder var en bankfirma i Berlin, grundad 1803 av Samuel Bleichröder (1779–1855), till vars son Gerson von Bleichröder (1822–1893) ledningen sedermera övergick.
Från 1933 utsattes firman för en omfattande bojkott på grund av ägarnas judiska härkomst, och 1937 ariserades firman.